# 河本浩之
河本 浩之（かわもと ひろゆき、1958年8月5日 - ）は、日本の男性俳優、声優、脚本家。兵庫県西宮市→大阪府出身。遊々団ブランシャメンバー。血液型RH-O型。

## 来歴・人物
玉川大学文学部芸術学科中退。旧芸名は浅川 レオ（あさかわ れお）。
以前は劇団21世紀FOXに所属していた。
特技は、ラグビー。趣味は、麻雀、ゲーム、スポーツ観戦。

## 出演作品

### 舞台
1984年
- 十一人の少年
- 挽歌RAブルース+グッドバイ

1985年
- 碧い彗星の一夜
- 月夜とオルガン

1986年
- 碧い彗星の一夜　（再演）

1987年
- 日曜日ナビはオルガンを弾いた

1988年
- 踊子　THE DANCER MURDER CASE
- PICTURE BOOKS

1989年
- 日曜日ナビはオルガンを弾いた　(改訂版)

1990年
- PICTURE BOOKS ∥
- アリス・イン・ワンダーランド（ダムダム）

1991年
- 新・碧い彗星の一夜
- PICTURE BOOKS
- 踊子 THE DANCER MURDER CASE (再演)

1992年
- アリス・イン・ワンダーランド　(再演)

1994年
- 想稿・銀河鉄道の夜

1995年
- スチャラカパイのギッチョンチョン

1996年
- 独立サッカリン部隊

1997年
- 踊子　THE DANCE AT DEATH

2000年
- 改訂版 日曜日ナビはオルガンを弾いた

2002年
- アリス・イン・ワンダーランド〜Grade Up Version !　ぴーちくぱーちくかしましい〜（オープニングダンサー）
- 月夜とオルガン（再演）（ネジトビ）

2003年
- 音楽劇 碧い彗星の一夜 ファンタジィバージョン（警備員）
- 風博士（ゲリラ部隊の隊長）

2004年
- 紫煙倶楽部の（完全）犯罪〜デモクラシーホテルの地下の男達〜（川崎袈裟弥）

2005年
- PICTURE BOOKS -絵本-　(再演) （オタケ）

2006年
- 夜空ノムコウミズ（男）

2008年
- 深大寺恋物語（猫）
- 遊々団ブランシャ★ヴェール 第3回公演「園長先生のオルガン」
- 遊々団ブランシャ★ヴェール 第4回公演「ピーチくりんだ♥ パプ〜♥」
- 音楽劇 ステーション・ケンジ-21FOXバージョン-（トランクを持った旅人）

2009年
- 遊々団ブランシャ★ヴェール 第5回公演「Family Trap」〜コーンフレーク食べます？〜
- スチャラカパイのギッチョンチョン　(再演)（丁の目半次）

2010年
- 独立サッカリン部隊　(再演)（楠本上等兵）
- 南の島に星がふる（五月源五郎）
- 遊々団ブランシャ 第14回公演「ファイナル ウィーク」〜南武(なみたけ)ランド ミステリーハウス 最後の一週間〜

2011年
- 赤いリンゴに唇よせて（五月源五郎）
- RとJ（丸の内）

2012年
- 日曜日ナビはオルガンを弾いた -改定版-（牧師）
- 想稿　銀河鉄道の夜（大学士（助手））

### テレビアニメ
1998年
- 金田一少年の事件簿（1998年 - 1999年、難波昌平、場内アナウンス、日下部達郎）

1999年
- デジモンアドベンチャー（ベジーモン）

2000年
- ONE PIECE（パール）

2002年
- 幻魔大戦 神話前夜の章
- デジモンフロンティア（レアモン）
- ワイルド7 another -謀略運河-（白根）

2017年
- ONE PIECE エピソードオブ東の海 〜ルフィと4人の仲間の大冒険!!〜（パール）

### ゲーム
- From TV animation ONE PIECE とびだせ海賊団!（2001年、パール）
- ONE PIECE グラバト! RUSH（2005年、パール、五老星）
- ONE PIECE ワンピーベリーマッチIC（2011年、パール）
- ONE PIECE ワンピースキングス（2014年、パール）

### 特撮
- 激走戦隊カーレンジャー（1996年、MM〈モーモー〉モグーの声）

### CD
- HYPER FOXISM 電脳狐主義/FGCD-2021 劇団21世紀FOX オリジナル・サウンド・トラック vol.1

## 脚本
- 金田一少年の事件簿
- 遊々団ブランシャ 第12回公演「東南大学物語 〜三人の作家による三つの話〜」3話 東南大学応援団「久遠の辛話」
- 遊々団ブランシャ 第14回公演「ファイナル ウィーク」〜南武(なみたけ)ランド ミステリーハウス 最後の一週間〜
- 遊々団ブランシャ★ヴェール　第3回公演「園長先生のオルガン」